# Liste der Monuments historiques in Wagnon
Die Liste der Monuments historiques in Wagnon führt die Monuments historiques in der französischen Gemeinde Wagnon auf.

## Liste der Objekte
| Bezeichnung               | Beschreibung                                    | Standort                        | Kennzeichnung | Schutzstatus | Datum | Bild |
| ------------------------- | ----------------------------------------------- | ------------------------------- | ------------- | ------------ | ----- | ---- |
| Skulptur Madonna mit Kind | Stein, farbig gefasst, 15. Jahrhundert          | in der Kirche Notre-Dame (Lage) | PM08000613    | Classé       | 1972  |      |
| Kirchenfenster            | Fragment eines Fensters aus dem 16. Jahrhundert | in der Kirche Notre-Dame (Lage) | PM08000611    | Classé       | 1908  |      |
| Skulptur Mater dolorosa   | Holz, spätmittelalterlich                       | in der Kirche Notre-Dame (Lage) | PM08000612    | Classé       | 1933  |      |